# RAB35
RAB35‏ (RAB35, member RAS oncogene family) هوَ بروتين يُشَفر بواسطة جين RAB35 في الإنسان.